# HAL 9000

Hal 9000

HAL 9000 este un personaj fictiv de inteligență artificială și principalul antagonist din seria Space Odyssey a lui Arthur C. Clarke. A apărut pentru prima dată în filmul din 1968 2001: A Space Odyssey. HAL (Heuristically Programmed ALgorithmic Computer) este un computer simțitor (sau inteligență generală artificială) care controlează sistemele navei spațiale Discovery One și interacționează cu astronauții de pe navă. În timp ce o parte din hardware-ul HAL este arătat spre sfârșitul filmului, el este în mare parte descris ca un obiectiv al camerei care conține un punct roșu sau galben, acestea sunt aflate pe întreaga navă. HAL 9000 este interpretat ca voce de Douglas Rain în cele două adaptări de lungmetraj din seria Space Odyssey. HAL vorbește cu o voce blândă, calmă și conversațională, spre deosebire de membrii echipajului, David Bowman și Frank Poole.
În film, HAL a devenit operațional la 12 ianuarie 1992 la Laboratoarele HAL din Urbana, Illinois ca producție numărul 3. Anul de activare a fost 1991 în scenariile anterioare și s-a schimbat în 1997 în romanul lui Clarke scris și lansat împreună cu filmul.  Pe lângă menținerea sistemelor de funcționare ale navei spațiale Discovery One în timpul misiunii interplanetare spre Jupiter (sau Saturn în roman), HAL este capabil de vorbire, recunoaștere vocală, recunoaștere facială, procesare a limbajului natural, citirea buzelor, aprecierea artei, interpretarea comportamentelor emoționale, raționament automat, pilotarea navei spațiale și de a juca șah.